# Pirro Ligorio
Pirro Ligorio (Napels, ca. 1510 - Ferrara, 30 oktober 1583) was een Italiaans architect, kunstschilder, oudheidkundige en tuinontwerper. Zijn werk behoort tot het Maniërisme (late Renaissance).

## Leven en omgeving

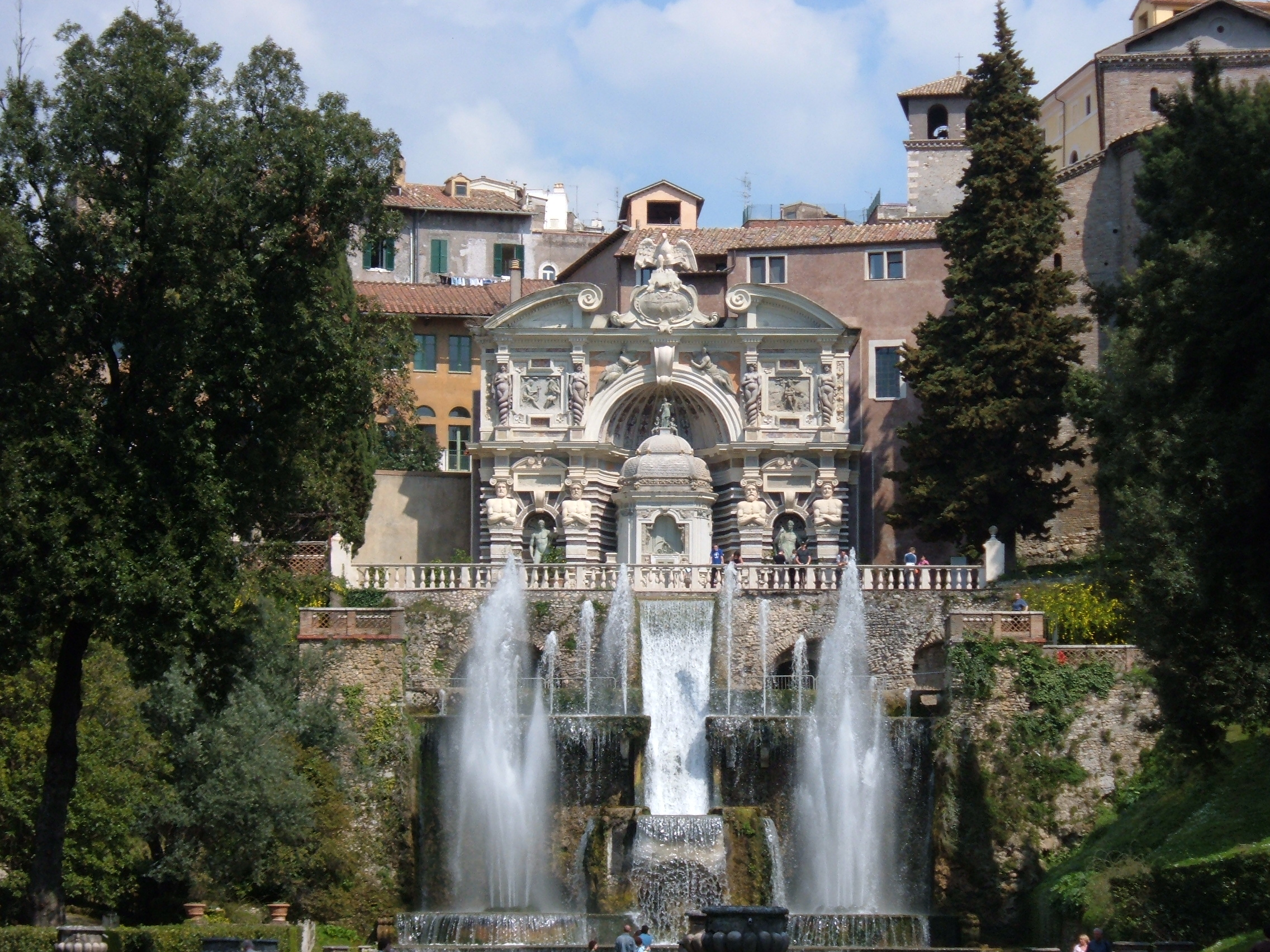
Villa d'Este met waterwerken door Pirro Ligorio

Pirro Ligorio groeide in Napels op het moment dat Napels het politiek en cultureel centrum van Zuid- Italië was.
Over de eerste dertig jaar van zijn leven is zo goed als niets bekend. De eerste biografie over hem zijn twee pagina’s van Giovanni Baglione in Vite in 1642. Wat wel geweten is over Ligorio, is dat hij rond zijn twintigste naar Rome is gegaan omdat er zich in Napels een zwarte periode plaatsvond (piraterij, oorlog, muiterij en hongersnood).
In 1543 werd kardinaal Alessandro Farnese de Oudere paus (pausnaam Paulus III). Hij wilde in Rome fysisch en psychisch herstel brengen door enkele architecten aan te duiden; de bekendsten waren Antonio da Sangallo de Jongere, Michelangelo en Latino Giovenale Manetti. Paus Paulus III stelde ook zijn kleinzoon, Alessandro Farnese, aan als kardinaal. Alessandro Farnese was een groot kunstliefhebber en veel dichters waren lid van de kunstenaarskring rond hem. Deze dichters waren kennissen van Pirro Ligorio, en op die manier werd Ligorio actief in Rome. Ligorio werd benoemd als toezichthouder van Romeinse monumenten.

### Ligorio als kunstschilder
Ligorio’s eerste werken zijn te danken aan Alessandro Farnese, die hem had aangesteld voor het schilderen en het decoreren van Romeinse huizen en paleizen. Zijn voorganger van deze praktijk in Rome was Polidoro da Caravaggio.

### Ligorio als oudheidkundige
Terwijl hij zijn reputatie als schilder opbouwde, deed hij kennis op over de Klassieke Oudheid en ontwikkelde zich zo tot een oudheidkundige. Hij was vooral geïnteresseerd in de archeologische vondsten in Rome en omliggende gebieden.

### Ligorio als architect
Een keerpunt in zijn carrière komt er in 1549, wanneer hij als archeoloog gaat werken voor Ippolito II d'Este, de kardinaal van Ferrara. Voor hem is Ligorio een antiquario. Voordien hield Ligorio zich bezig met schilderen, maar na 1549 gaat hij zich meer toespitsen op het intellectuele gebied van design: architectuurdesign, sculptuurdesign met dan specifiek iconografische programma’s voor schilderdecoratie, of voor tuindesign.
In 1550 krijgt hij zijn eerste architectuuropdracht, en zal vanaf dan nog onder meer Casina Pio IV (ook bekend als Villa Pia) en de loggia's aan de noordzijde van de Cortile di San Damaso van het Apostolisch paleis afwerken.
In 1568 werd hij ontslagen door Paus Paulus V omdat hij kritiek had op het werk van Michelangelo aan de Sint–Pietersbasiliek. Hij verhuisde naar Ferrara waar hij onderdak kreeg bij graaf Alfonso II d'Este.
Hij stierf in Ferrara in 1583.

## Werken

### Ligorio als kunstschilder
Zijn eerste werk in Rome als schilder was in 1542. Hij kreeg de opdracht om de loggia boven het hoofdportaal van het paleis van de aartsbisschop van Beneventum te schilderen.
In 1546 schilderde hij het huis van Antonius Antiquarius. In zijn schilderwerken gebruikte hij vaak gele kleuren.
Hij maakte ook verschillende schilderijen en tekeningen in inkt. Een bekend werk van Ligorio is Victory. Ergens tussen 1541 en 1546 schilderde hij The Dance of Salome. De exacte datum van dit werk is niet gekend. In 1548 werd hij lid van een bekende kunstenaarsgroep, de Virtuosi.

### Ligorio als oudheidkundige
In de jaren 1540 schreef hij een encyclopedie: Encyclopedia on antiquities.
Ligorio wilde in een latere periode zijn studies over de Antieke Oudheid publiceren. Michele Tramezzino publiceerde het werk van Ligorio in 1552. Het werk is niet louter archeologisch, er staan ook verschillende reconstructies in van antieke monumenten.
Zijn beroemdste publicatie als oudheidkundige is de plattegrond van het oude Rome uit 1561 (Antiquae Urbis Imago).

### Ligorio als tuinarchitect
Voor Ippolito II d'Este ontwierp hij Villa d'Este met bijhorende tuinen en waterwerken. Dit ontwerp werd pas later door Alberto Galvani gerealiseerd. De waterwerken van Villa d’Este (Neptunusbronnen met waterorgel) worden wel als zijn meesterwerk beschouwd.
Pirro Ligorio was in opdracht van Pier Francesco Orsini ook de (mede-)ontwerper van de Tuinen van Bomarzo en de daarin geplaatste monsterbeelden (Il Parco dei Mostri di Bomarzo).
In 1549 moet hij de fontein voor de Sint-Pietersbasiliek afwerken, na Jacopo Melighino. In datzelfde jaar begon hij met de opgravingen van Villa Hadrianus. Deze villa had een heel grote invloed op Ligorio's werken.
Hij heeft ook een rol gespeeld bij het ontwerp van de fonteinen van de Villa Lante in Bagnaio. Hij werkte daarbij samen met Giacomo Barozzi da Vignola.

### Ligorio als architect
Ligorio’s beschrijving van de Villa van Caius Caecilius is het beste voorbeeld van zijn bezigheden als typische humanist in de periode 1545-1548. Het werk bestaat uit een beschrijving van de algemene site en de aanwezige ruïnes die hij bovendien zowel in plan als in aanzicht illustreert.
In 1550 ontwerpt hij het palazzo Lancellotti in opdracht van Ludovico de Torres, die een nieuw paleis wilde bouwen toen hij werd aangesteld als aartsbisschop. In 1552 werd het paleis gebouwd.
In 1562 werkt hij Villa Pia af. Tussen 1562 en 1565 werkt hij de loggia's aan de noordzijde van de Cortile di San Damaso van het Apostolisch paleis af voor Pius IV. Bramante was hier eerder aan begonnen maar heeft het werk niet beëindigd door zijn dood in 1514.

### Invloeden
Op architecturaal vlak werd Ligorio vooral beïnvloed door de werken van Donato Bramante en Baldassare Peruzzi. Hij is voorstander van de ideeën van architecten zoals Rafaël, Giovanni da Udine en Giulio Romano. Hij had weinig gemeen met de gedachtegang van Michelangelo.
- Biblioteca Nacional de España: XX1726350
- Bibliothèque nationale de France: cb103186683 (data)
- Catàleg d'autoritats de noms i títols de Catalunya: 981058528913106706
- Digitale Bibliotheek voor de Nederlandse Letteren: ligo001
- Stuttgart Database of Scientific Illustrators 1450–1950: 7205
- Gemeinsame Normdatei: 118779966
- International Standard Name Identifier: 0000 0001 1838 5728
- KulturNav: 1398605f-b1ff-4e6f-aac4-ebc5bb1607c1
- Library of Congress Control Number: n88132175
- Nationale Bibliotheek van Israël: 987007278150405171
- Nederlandse Thesaurus van Auteursnamen: 070671052
- RKD-Nederlands Instituut voor Kunstgeschiedenis: 50032
- Istituto Centrale per il Catalogo Unico: CFIV117381
- LIBRIS: 248830
- SNAC: w6fx7drn
- Système universitaire de documentation: 074450719
- Trove: 975221
- Union List of Artist Names: 500018431
- Virtual International Authority File: 314494
- WorldCat: E39PBJqw7TCFbJhpgyCKptbfMP